# Ахалський велаят
Ахалський велаят — адміністративна одиниця на півдні Туркменістану. Утворена в 1992 році на території колишньої Ашхабадської області. Спочатку адміністративним центром було місто Ашгабат, пізніше воно було виокремлене в спеціальний столичний округ, а столицею став Анау.

## Опис велаяту
Ахалський велаят знаходиться на півдні та центрі Туркменістану, на кордоні з Іраном та Афганістаном, в передгір'ях Копетдагу. Площа велаяту — 97 160 км², населення — 939 700 чол. (2005 рік). . У 2000 році в Ахалському велаяті проживало 14% всього населення країни, 11% загальної кількості зайнятих, вироблялося 23% сільськогосподарської продукції (по вартості), та 31% всієї промисловості.

## Адміністративний поділ
Поділяється на 7 етрапів та 1 місто з правами етрапу:
- м. Теджен
- Ак-Бугдайський етрап — місто Енев
- Бабадайханський етрап — місто Бабадайхан
- Бахерденський етрап — місто Бахерден
- Гекдепинський етрап — місто Гекдепе
- Какинський етрап — місто Кака
- Сарахський етрап — місто Сарахс
- Тедженський етрап — місто Теджен

## Економіка
Економіка Ахальського велаяту загалом має аграрно-індустріальний характер. На її розвиток дуже впливає близькість столиці. Регіон є лідером по видобуванню природного газу (43,8 %). Сільське господарство велаяту зрошується Каракумським каналом, який проходить по всьому регіону із заходу на схід. Інше джерело води — річка Теджен, яка протікає в південно-східній частині велаяту через два великих водосховища на південь від міста Теджен. В Рухабатському етрапі створене потужний агропромисловий комплекс — «Рухебелент», який має власні поля, тепличне господарство, виробництво по переробці овочів та фруктів.
Розвиваються інші галузі — текстильна та бавовнопереробна, будівельна промисловості. В Яшлику збудовано целлюлозно-паперовий комбінат вартістю $135 млн по виробництву високоякісного паперу із місцевої сировини. В Ахалі споруджено текстильний комбінат, який буде виробляти махровані та фарбовані бавовняні тканини.